# Bernhard van Italië
Bernhard (797 – 17 april 818) was een onwettige zoon van koning Pepijn van Italië en volgde zijn vader op als koning van Italië in 810. Bernhard werd op de leeftijd van ongeveer dertien jaar wees, toen zijn vader Pepijn in 810 stierf aan een ziekte, opgelopen bij het beleg van Venetië. Bernhard werd hierna opgevoed in de abdij van Fulda. In 812 werd hij meerderjarig en werd hij benoemd tot gouverneur van Italië, begeleid door abt Adelhard van Corbie, adviseur en neef van de Frankische keizer Karel de Grote. Een jaar later werd hij in Aken tot koning van Italië gekroond, als opvolger van zijn vader – wat bijzonder is omdat hij een onwettige zoon was. Hieruit bleek dat hij door zijn grootvader Karel De Grote zeer gewaardeerd werd. In de eerste jaren van zijn bestuur was hij een trouwe vazal van Karel de Grote en diens opvolger keizer Lodewijk de Vrome. In 815 onderzocht hij de moorden in een conflict tussen paus Leo III en diens tegenstanders uit adellijke Romeinse families. Toen hij in de zomer van 816 opnieuw in Aken was, kreeg hij de opdracht om de nieuwe paus Stephan IV bij diens reis naar keizer Lodewijk te begeleiden.
In 817 stelde Lodewijk de Vrome de Ordinatio Imperii op, een document dat de troonopvolging in het rijk moest regelen. Bernhard werd bij het opstellen daarvan niet geraadpleegd. Eigenlijk was zijn machtspositie hinderlijk voor Lodewijks drie zonen. Bernhard vreesde dat hij zijn positie zou verliezen. Daarop werden er aan zijn hof plannen gemaakt voor het uitroepen van een onafhankelijk koninkrijk. Bernhard bezette met zijn troepen de belangrijkste passen van de westelijke Alpen, zonder dat hij de bedoeling leek te hebben om de keizer aan te vallen. Het ging hier eerder om een defensieve actie, omdat Bernhard er zich goed van bewust was dat zijn leger militair niet opgewassen was tegen dat van de keizer. Lodewijk de Vrome mobiliseerde alle dienstplichtige mannen en trok met een leger naar Chalon-sur-Saône. Bernhard begreep dat zijn positie onhoudbaar was, zeker toen enkele van zijn aanhangers hem verlieten. Bernhard kreeg bericht dat Lodewijk hem wilde begenadigen. Bernhard ging naar Lodewijk in Chalon en daar bleek dat hij geen keuze had dan zich met zijn aanhangers over te geven. 
In 818 werd Bernhard te Aken ter dood veroordeeld maar de straf werd verzacht tot het uitsteken van de ogen (met een roodgloeiend mes). Twee dagen na de straf bezweek Bernhard alsnog na een ondragelijk lijden. De aanhangers van Bernhard verloren allen hun bezittingen en titels, de leken werden de ogen uitgestoken en de geestelijken werden opgesloten. Sommigen, onder meer de gerespecteerde bisschop Theodulf van Orléans, stierven daarna verdacht snel. Lodewijk was daarna bevreesd voor nieuwe opstanden en dwong zijn nog steeds trouwe halfbroers om in het klooster te treden.
Lodewijk werd gekweld door wroeging over de dood van Bernhard en Theodulf. Zijn gedrag in de nasleep van deze crisis, inclusief een publieke schuldbelijdenis, deed ernstige afbreuk aan zijn prestige als vorst.
Bernhard was getrouwd met Kunigonde van Laon. Zij stichtte het nonnenklooster van San Allessandro in Parma. Volgens sommige bronnen zou ze de dochter zijn van Heribert van Orange, zoon van Willem van Gellonne, maar deze theorie is alleen gebaseerd op de prominente, en anders moeilijk te verklaren, plaats van de naam Heribert onder de graven van Vermandois, de afstammelingen van hun zoon. Bernhard en Kunigonde waren ouders van Pepijn van Saint-Quentin.